# Loimijoki
Der Loimijoki ist ein Fluss in Finnland.
Er ist ein wichtiger Nebenfluss des Kokemäenjoki, in welchen er nahe Huittinen von Süden kommend mündet.
Der Loimijoki hat seinen Ursprung im See Pyhäjärvi bei Tammela.
Von dort fließt er über eine Strecke von 114 km bis zu seiner Mündung und überwindet eine Höhendifferenz von 54 m. 
Sein Einzugsgebiet umfasst 3140 km².
Mehrere Staudämme bei Forssa, Jokioinen und Loimaa liegen entlang seinem Lauf.  
Der Loimijoki fließt durch die Region Finnlands mit den fruchtbarsten Böden.
Der Fluss wies früher aufgrund von eingeleiteten industriellen und Haushaltsabwässern eine hohe Verschmutzung auf.
Seit den 1980er Jahren haben entsprechende Gegenmaßnahmen dazu geführt, dass sich die Wasserqualität des Loimijoki verbessert. 